# Яхтклубский переулок
Яхтклу́бский переу́лок — переулок в городе Сестрорецке Курортного района Санкт-Петербурга. Проходит от Тарховского проспекта до Советского проспекта.
Название известно с начала XX века. Дано по располагавшемуся на берегу озера Сестрорецкий Разлив яхт-клубу, к которому вел переулок.
Первоначально переулок начинался от Федотовской дорожки. 31 декабря 2008 года начальный участок от Федотовской дорожки до Тарховского проспекта упразднили, хотя он фактически существует.